# 国際ボクシングスポーツジム
国際ボクシングスポーツジム（こくさい-）は、東京都荒川区に在ったボクシングジム。1971年4月1日設立。会長は元OPBFウェルター級王者の高橋美徳。2017年3月末で閉鎖した。

## 概要
これまで3人の世界王者を輩出している。また、ジムの名称を意識し更に高橋会長の「ボクサーはスターだから」という持論によって日本ランカー以上の選手は「（英単語の）カタカナ+姓」というリングネームを名乗るのが慣例となっている。

## 選手

### 歴代世界王者
- ロイヤル小林（WBC世界スーパーバンタム級王者）
- レパード玉熊（WBA世界フライ級王者）
- セレス小林（WBA世界スーパーフライ級王者）

### 世界王座獲得ならず引退した主な選手
- ファイアー金田
- ボンバー内田
- ジャッカル丸山
- クラッシャー三浦
- ランサー中村
- トラッシュ中沼（OPBFフライ級王者、日本フライ級王者）
- 上田成人
- トルネード剛
- キンジ天野（元日本スーパーフェザー級チャンピオン）
- プロスパー松浦（元日本スーパーフライ級チャンピオン）
- 土田奈緒子（女子プロボクサー）